# Longifolè
El longifolè és un compost orgànic volàtil líquid a temperatura ambient, de color blanc o groguenc clar. Químicament, aquest hidrocarbur es classifica com a sesquiterpè tricíclic. El longifolè és quiral, i el trobem en la forma dextrogira, (+)-Longifolè, principalment en plantes, mentre la forma levogira, (-)-Longifolè, es troba en alguns fongs. El seu nom prové de l'arbre on va ser descobert per primer cop, el Pinus longifolia (anomenat actualment Pinus roxburghii, un pi de l'Himalaia). La seva estructura química va ser elucidada l'any 1953.

## Biosíntesi
La biosíntesi del longifolè usa com a substrat, igual que tots els sesquiterpens, el farnesil pirofosfat (veure estadi 1 de la imatge sota aquestes línies). Aquest s'ionitza al catió farnesil, i posteriorment s'isomeritza al catió nerolidil. Una reacció sigmatròpica dona lloc a (4). Després de dues ciclacions addicionals, s'assoleix el longifolè per una migració 1,2-alquil.

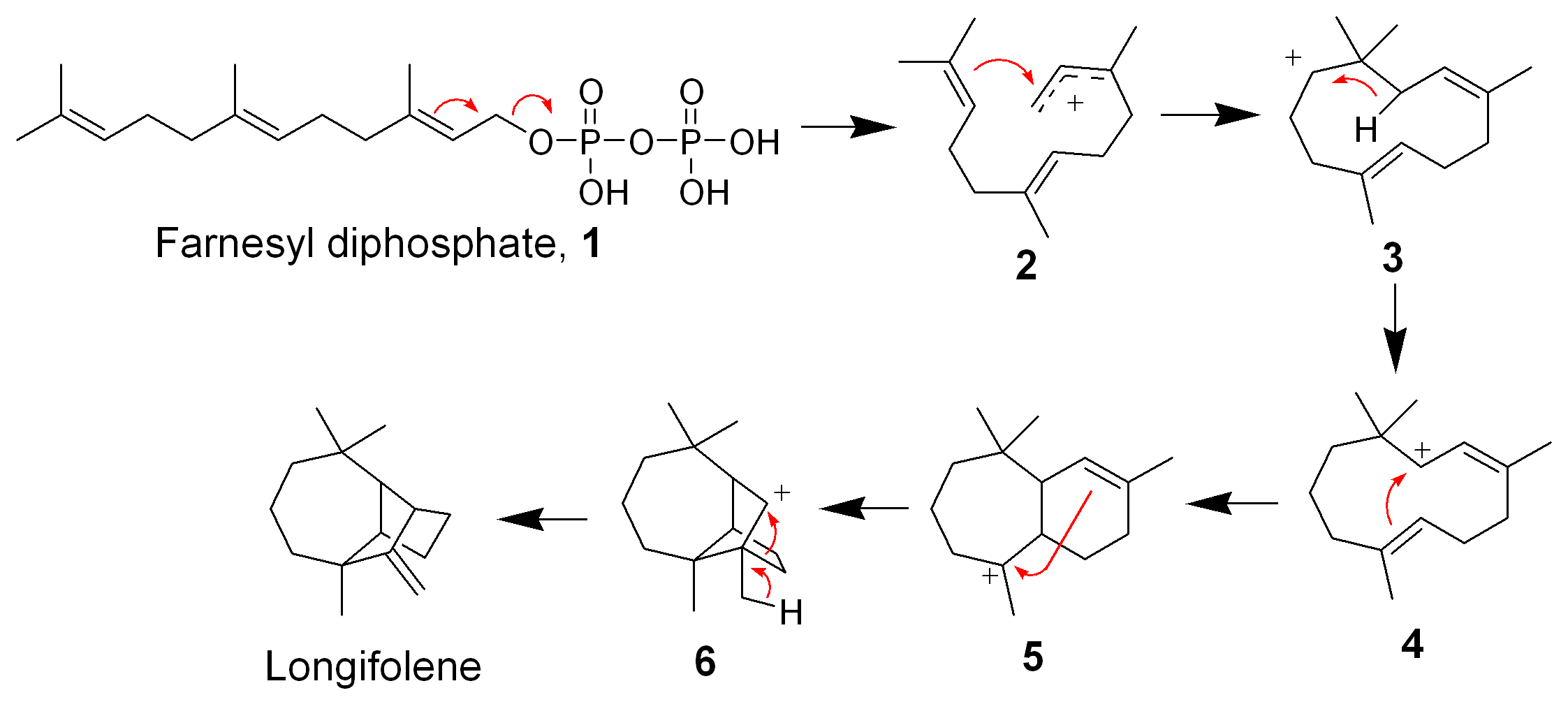
Biosíntesi del longifolè

## Síntesi
Degut a la seva estructura tricíclica i la manca de grups funcionals, el longifolè ha estat i és un compost que ha despertat interès en els investigadors que busquen noves metodologies de síntesi.

Síntesi total del longifolè segons E.J. Corey

## Biologia
El longifolè es pot trobar a moltes plantes, com per exemple, a les resines de varis pins i coníferes, les llavors de pastanaga, el romaní o la marialluïsa. El longifolè, present a l'escorça del pi roig, podria ser un dels composts més atractius per Monochamus galloprovincialis, el banyarriquer del pi. També podria actuar com a feromona en els coleòpters Ips typographus o Dendroctonus simplex.